# Caldeira de recuperação
Caldeira é um trocador de calor complexo que produz vapor a partir de energia térmica fornecida a água pelo combustível. Quando o combustível é resíduo de processo a caldeira é denominada caldeira de recuperação. A caldeira possui diversos equipamentos associados que permitem maior rendimento.
Os principais objetivos da caldeira de recuperação:
- Reduzir o sulfato de sódio (Na2SO4) em sulfeto de sódio (Na2S), contribuindo para a recuperação dos sub-produtos gerados no cozimento.
- Queimar o material orgânico proveniente do cozimento, evitando a descarga ao efluente e reduzindo assim a carga de DBO.

Com o aumento dos custos energéticos, a caldeira de recuperação passou a ter um papel fundamental na geração de vapor.